# 瞿景淳
瞿景淳（1507年—1569年），字師道，號昆湖，南直隸蘇州府常熟縣五渠人，明朝學者、政治人物。嘉靖二十三年榜眼及第，官至禮部左侍郎。

## 生平
幼聰慧，八歲能作文。嘉靖二十二年（1543年）癸卯科應天鄉試第十六名舉人，二十三年（1544年）聯捷甲辰科會試第一名（會元），一甲第二名進士（榜眼）。授翰林院編修，升侍讀、左春坊左諭德。丁母憂歸，服闋，升侍讀學士，掌院事，改南京太常寺卿，升南京吏部右侍郎，隆慶元年（1567年）召為北京禮部左侍郎，兼翰林院學士，曾總校《永樂大典》，修《嘉靖實錄》。時嚴嵩專權，瞿景淳亦敢直言，後多次上疏乞歸，三年（1569年）卒，年六十三，贈禮部尚書，諡文懿。

## 著作
著有《瞿文懿制敕稿》一卷、《制科集》四卷、詩文集十六卷。

## 家族
曾祖瞿欽；祖父瞿珋；父瞿國賢，母秦氏。慈侍下。
長子瞿汝稷，娶南京工部尚書徐栻之女；次子瞿汝夔；三子瞿汝益；四子瞿汝說。

## 墓葬

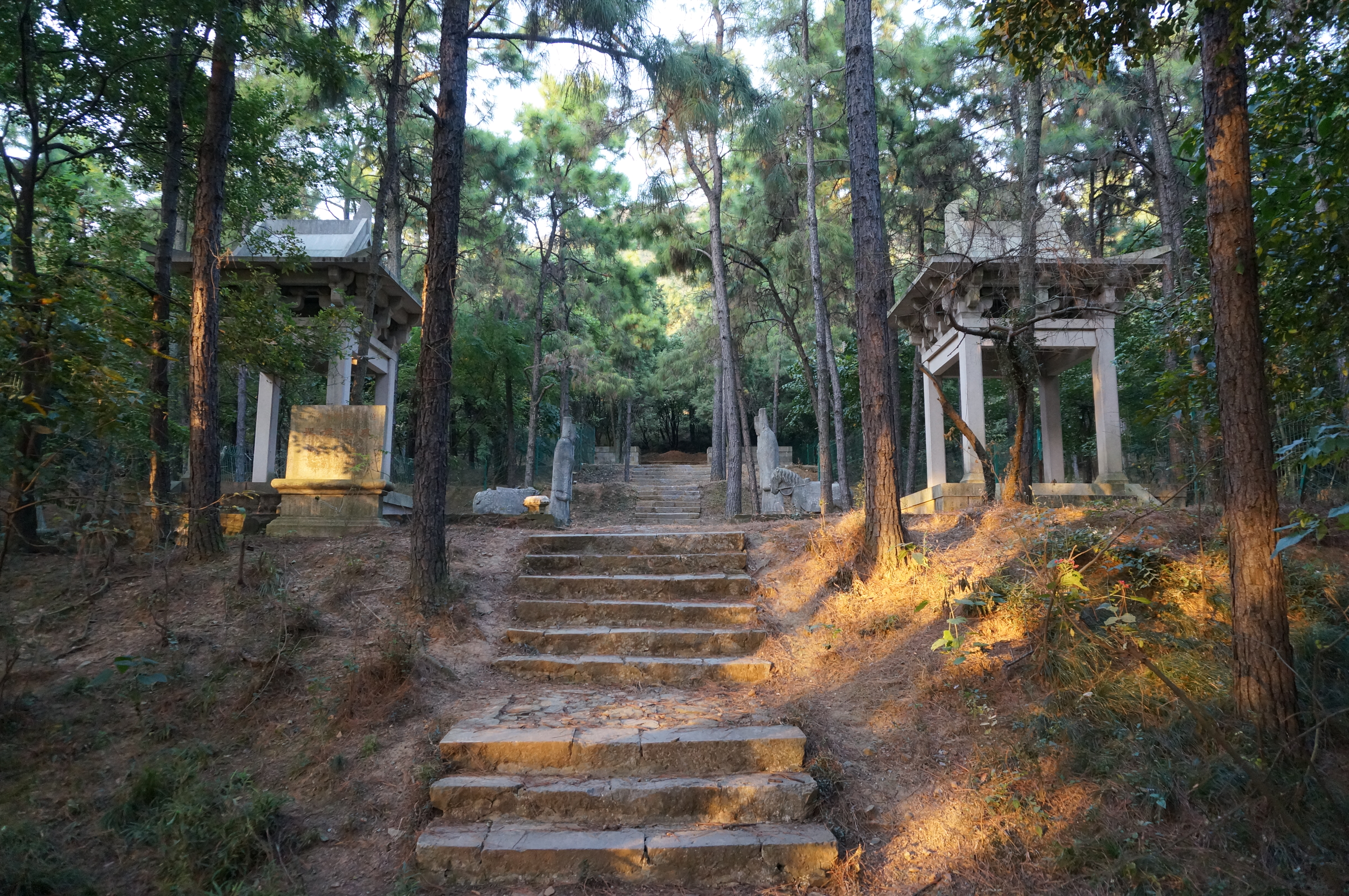
常熟虞山瞿景淳墓。

- 常熟虞山瞿景淳墓，现为江苏省文物保护单位。

## 延伸阅读
[在维基数据编辑]
 《國朝獻徵錄·卷之三十五》，出自焦竑《國朝獻徵錄》
 《明史卷二百一十六》，出自《明史》